# Mamirolle (Käse)
Mamirolle ist ein französischer Käse aus pasteurisierter Kuhmilch. Charakteristisch ist seine feuchte und ziegelrote Rinde. Der Käse ist nach der Ortschaft Mamirolle in der Region Franche-Comté im Département Doubs im Osten von Frankreich benannt. Der Käse wird unter anderem von einer französischen Lehranstalt für Käserei hergestellt, der École Nationale d’Industrie Laitière. 
Der Käse reift lediglich 15 Tage. In dieser Zeit wird er regelmäßig mit einer Salzlake abgewaschen, die mit dem natürlichen roten Farbstoff Annatto versetzt ist. Reifer Käse ist halbfest und elastisch. Der Käse kommt als 15 Zentimeter langer und sechs Zentimeter breiter Laib in den Handel. Der Fettgehalt in der Trockenmasse beträgt 46 %. 